# جون دالتون (كاتب)
جون دالتون (بالإنجليزية: John Dalton)‏‏ (10 ديسمبر 1963 - ) كاتب، وروائي من الولايات المتحدة.